# Marek J. Seyfried
Marek J. Seyfried is een Pools componist en dirigent.

## Levensloop
Seyfried studeerde aan de Państwowej Wyższej Szkoły Muzycznej w Warszawie (nu: Frédéric Chopin Muziekacademie (Pools: Akademia Muzyczna im. Fryderyka Chopina (AMFC)) in Warschau. 
Hij werkt als dirigent van de Orkiestra Mittal Steel Poland SA (nu: Orkiestra Dęta Huty im. T. Sendzimira S.A.) in Krakau. Met dit orkest was hij in Rome, Zwitserland en in Spanje te gast. 
Als componist schrijft hij vooral voor harmonieorkest.

## Composities

### Werken voor harmonieorkest
- Folklore Impression of music Wielkiopolska, voor harmonieorkest
- Legend, voor bariton solo en harmonieorkest - tekst: Jan Wiślicy
- Marsz Saluf
- Polonez z filmu "Pan Taduesz" (Polonaise uit de film "Pan Tadeusz"), voor harmonieorkest
- Prelude pro URBE Cracovia Krakow, voor harmonieorkest